# ジッダ
ジッダ（阿: جدّة, Jiddah、英: Jeddah）は、サウジアラビア西部のマッカ州（メッカ州）にある紅海に臨む都市で、首都リヤドに次ぐ大都市。中東有数の世界都市であり、ジェッダ（Jeddah）とも呼ばれる。

## 概要
人口は340万人。2010年の都市的地域の人口では317万人であり、世界第106位、同国では第2位である。イスラム教が興って近郊のマッカ（メッカ）が聖地になると、巡礼者の中継地点として栄えるようになった。現在では、ハッジ（大巡礼）の時期になると毎年200万人ものイスラム教徒が、ジッダを経由してマッカへ巡礼するため、ジッダ港（またはジッダ・イスラム港）や空港（キング・アブドゥルアズィーズ国際空港）は巡礼者を乗せた船や飛行機で一杯になる。メッカの玄関口としての歴史地区は、2014年にUNESCOの世界遺産リストに登録された。また多くの国際機関や金融機関が本拠を置く経済都市でもあり、多様な民族が働いている。

## 名の由来

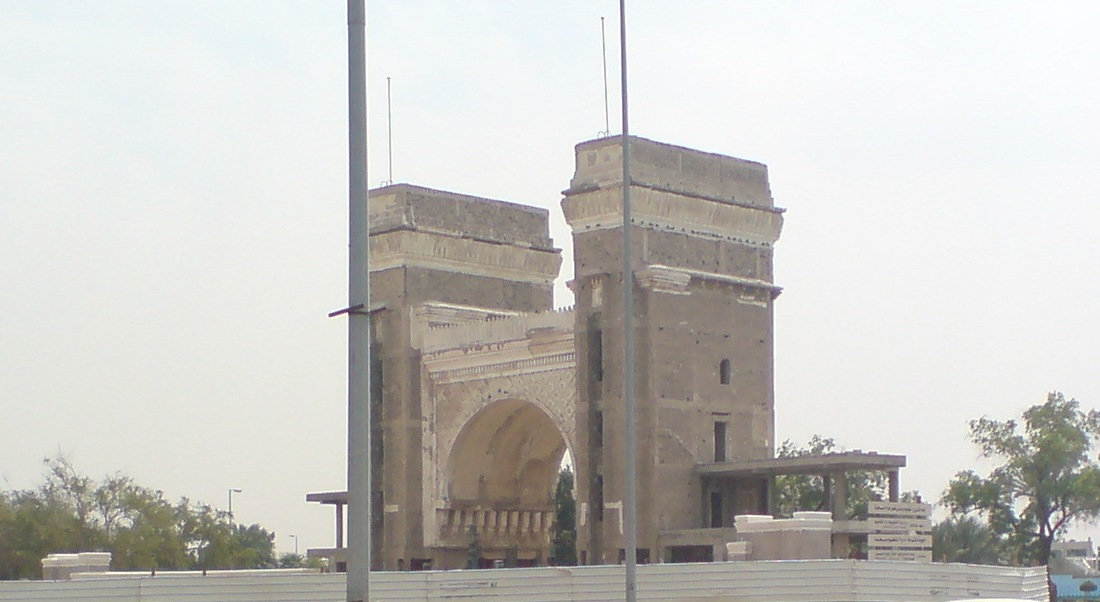
ジッダの古い門

ジッダの名の由来には二通りの説明がある。一つは、紅海に面する重要な商業港であることから「海岸」を意味する名が付けられたというものである。もう一つのより一般的な説はアラビア語で「おばあさん」を意味する「jaddah」から転じたというものである。この説の背後には、ジッダに人類の祖であるイヴの墓とされる墳墓があることがある。イブの墓かもしれない墳墓（「イヴの墓」）は、巡礼者たちの中にイスラムの伝統を破ってイブの墓にも拝礼する者がいたことが問題となり、1975年に政府の宗教当局によってコンクリートで覆われてしまった。

## 歴史
ジッダの場所には2,500年前から漁村があった。最初にこの地に脚光があたったのは647年、第3代正統カリフのウスマーン・イブン・アッファーンがジッダの漁港を、マッカへのハッジに向かう巡礼たちのための港として整備したことによる。ジッダは以後何世紀にも渡り、ヒジャーズ地方の主要都市として、ハッジのために海を越えてきた巡礼たちを迎える港として、エジプトから紅海を経てインド洋に至る東西交易路の重要な港湾として栄えてきた。ファーティマ朝、アイユーブ朝、マムルーク朝といったエジプトに拠点を置く政権がヒジャーズ地方およびジッダを支配し、1517年にエジプトを征服したオスマン帝国はポルトガル船による襲撃からジッダを守るために1525年に城壁や塔の補強を行った。
18世紀後半にアラビア半島中央部のナジュド地方（リヤドを中心とする）に、ワッハーブ派を信奉するサウード家に支配された第一次サウード王国が勃興し、1802年にはジッダやマッカをも支配下におさめた。これに対しオスマン帝国は、エジプト副王ムハンマド・アリーにサウード王国討伐の命令を下し、オスマン・サウジ戦争（1811年-1818年）が起こった。ムハンマド・アリー軍は1813年のジッダの戦いでジッダを奪還し、1818年に第一次サウード王国を滅ぼした。
1925年、ナジュドでサウード家の王国を再興させたアブドゥルアズィーズ・イブン＝サウードがヒジャーズに攻め込み、マッカ、マディーナ、ジッダなどを征服した。そして代々マッカのシャリーフ（太守）を務めたハーシム家出身で、当時ヒジャーズ王国国王でもあったフサイン・イブン・アリーを追放した。フサイン・イブン・アリーはキプロスに逃れその後アンマンに移り、その子孫は現在までヨルダンの国王となっている。
こうして、ヒジャーズの一部だったジッダもサウード家の支配下に置かれた。1926年、イブン＝サウードはナジュドのスルタンという自分の称号にヒジャーズ王という称号も加え、1932年にはヒジャーズ＝ナジュド王国に代えてサウジアラビア王国を建国した。こうしてヒジャーズは小さな州に分割され、ジッダはマッカ州の中の一都市となり、ヒジャーズの支配拠点という古くからのアラビア半島における政治的役割を失った。

## 市内地理

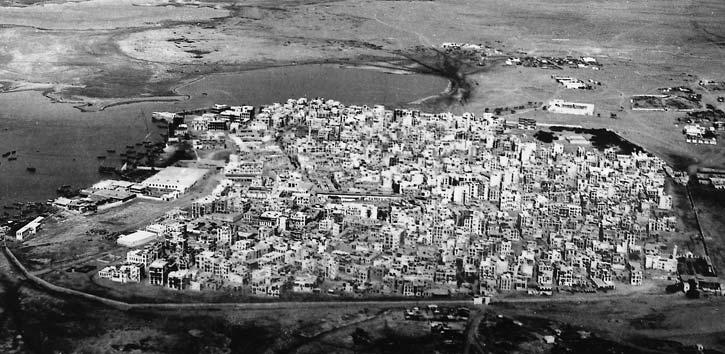
ジッダ市街（1938年）

旧市街にはかつて伝統的な数階建ての住宅や商家が立ち並んでいたが、近代に入りオイルマネーによる大規模開発で取り壊され、高速道路や金融機関などの超高層ビルに姿を変えてしまった。しかし若い世代は伝統的なものを好む傾向があり、開発から残された古い建築物の多くは保存されている。
街周辺の海岸には名高いプライベート・ビーチやリゾートが数多くある。ドゥラ・アル・アルス（Durrat Al-Arus）、アル・レマル（Al Remal）、シャムス（Shums）、ベイト・アル・バハール（Bait Albahar）、サルヒーヤ（Salhia）などが、紅海のサンゴ礁や海の生き物を楽しめることで有名である。
ジッダはキング・アブドゥルアズィーズ国際空港が空の玄関だが、ここはサウジアラビア航空のハブ空港であると同時に、マッカの空の玄関でもある。ハッジの時期になるとこの空港を経由してやってくる200万人以上の巡礼者を円滑に移動させるため、屋外テント型の特別な「ハッジ・ターミナル」が使用される。また、ジッダ港にも多くの巡礼が到着する。ジッダ港は2004年の調査で世界で30番目に大きな港とされ、サウジ商業の鍵ともなっている。日本も含め、多くの国がジッダに領事館を置いている。

## 気候
気候は砂漠気候(BWh)に属するが、沿岸部に位置するために年間通して高温多湿である。冬季は温暖で、夏季は湿度が非常に高く蒸し暑く、気温が45度近くまで上がる。過去最高気温は2010年6月22日の52.0度、過去最低気温は1993年2月10日の9.8度である。
| ジッダ(1985-2010年)の気候            | ジッダ(1985-2010年)の気候 | ジッダ(1985-2010年)の気候 | ジッダ(1985-2010年)の気候 | ジッダ(1985-2010年)の気候 | ジッダ(1985-2010年)の気候 | ジッダ(1985-2010年)の気候 | ジッダ(1985-2010年)の気候 | ジッダ(1985-2010年)の気候 | ジッダ(1985-2010年)の気候 | ジッダ(1985-2010年)の気候 | ジッダ(1985-2010年)の気候 | ジッダ(1985-2010年)の気候 | ジッダ(1985-2010年)の気候 |
| 月                                   | 1月                       | 2月                       | 3月                       | 4月                       | 5月                       | 6月                       | 7月                       | 8月                       | 9月                       | 10月                      | 11月                      | 12月                      | 年                        |
| ------------------------------------ | ------------------------- | ------------------------- | ------------------------- | ------------------------- | ------------------------- | ------------------------- | ------------------------- | ------------------------- | ------------------------- | ------------------------- | ------------------------- | ------------------------- | ------------------------- |
| 最高気温記録 °C （°F）               | 35.0 (95)                 | 36.0 (96.8)               | 40.2 (104.4)              | 44.5 (112.1)              | 48.2 (118.8)              | 52.0 (125.6)              | 47.0 (116.6)              | 46.0 (114.8)              | 48.0 (118.4)              | 46.4 (115.5)              | 40.0 (104)                | 37.0 (98.6)               | 52.0 (125.6)              |
| 平均最高気温 °C （°F）               | 29.0 (84.2)               | 29.5 (85.1)               | 31.8 (89.2)               | 34.9 (94.8)               | 37.2 (99)                 | 38.3 (100.9)              | 39.4 (102.9)              | 38.8 (101.8)              | 37.6 (99.7)               | 36.7 (98.1)               | 33.5 (92.3)               | 30.7 (87.3)               | 34.8 (94.6)               |
| 日平均気温 °C （°F）                 | 24.5 (76.1)               | 24.8 (76.6)               | 26.1 (79)                 | 28.5 (83.3)               | 30.2 (86.4)               | 31.2 (88.2)               | 32.7 (90.9)               | 32.7 (90.9)               | 31.5 (88.7)               | 29.8 (85.6)               | 27.4 (81.3)               | 25.9 (78.6)               | 28.8 (83.8)               |
| 平均最低気温 °C （°F）               | 20.3 (68.5)               | 20.1 (68.2)               | 21.4 (70.5)               | 22.1 (71.8)               | 24.0 (75.2)               | 24.8 (76.6)               | 26.6 (79.9)               | 27.6 (81.7)               | 26.4 (79.5)               | 24.1 (75.4)               | 22.3 (72.1)               | 21.0 (69.8)               | 23.4 (74.1)               |
| 最低気温記録 °C （°F）               | 11.0 (51.8)               | 9.8 (49.6)                | 10.0 (50)                 | 12.0 (53.6)               | 16.4 (61.5)               | 20.0 (68)                 | 20.5 (68.9)               | 22.0 (71.6)               | 17.0 (62.6)               | 15.6 (60.1)               | 15.0 (59)                 | 11.4 (52.5)               | 9.8 (49.6)                |
| 雨量 mm （inch）                     | 9.9 (0.39)                | 3.7 (0.146)               | 2.9 (0.114)               | 2.8 (0.11)                | 0.2 (0.008)               | 0.0 (0)                   | 0.3 (0.012)               | 0.5 (0.02)                | 0.1 (0.004)               | 1.1 (0.043)               | 26.4 (1.039)              | 13.1 (0.516)              | 61.0 (2.402)              |
| % 湿度                               | 60                        | 60                        | 60                        | 57                        | 56                        | 58                        | 53                        | 59                        | 67                        | 66                        | 65                        | 63                        | 60                        |
| 出典：Jeddah Regional Climate Center |                           |                           |                           |                           |                           |                           |                           |                           |                           |                           |                           |                           |                           |

## 街の文化
サウジアラビア国民の一般的な意見では、ジッダは聖地マッカへの玄関という歴史的役割にもかかわらず、サウジの中でも最もリベラルでコスモポリタン的な都市とされている。ジッダはこの1,000年以上もの間、あらゆる民族・言語のおびただしい数のムスリム巡礼たちをアフリカ、中央アジア、南アジア、東南アジア、中東、ヨーロッパなど世界中から迎え入れてきた。彼ら巡礼者の中にはこの地にとどまり市民となった者も多くいる。結果、ジッダはサウジのどの街よりも民族的に多様となり、折衷的な文化を育んでいる（地理的に隔絶し民族も均一で、宗教的にも厳格な首都リヤドとは正反対な立場にある）。
異なった民族のムスリムが共存しているということは、異なった宗派も共存していることを意味する。多彩な宗派の存在がヒジャーズ文化を形成してきたため、ジッダは伝統的に差異に対し比較的寛容である。こうした伝統的な多様性に加え、第二次世界大戦後の石油ブームによって数十万人の経済的移民や出稼ぎ労働者がジッダに流入しさらに多様化を加速させている。さらに欧米やタイ、フィリピンなどムスリム圏でない国からの国民も多く働いている。

## ジッダの野外アート
1970年代後半から1980年代にかけての石油ブームにより、市政府はジッダの公共空間にパブリック・アートを置く計画を精力的に進めた。結果として、ジッダの交差点（ラウンドアバウト）の真中には近代美術家や現代美術家による野外彫刻などが異様に多く、世界最大級の野外彫刻美術館と化している。手がけた作家は無名の作家から世界的な有名作家まで様々で、ジャン・アルプ、セザール、アレクサンダー・カルダー、ヘンリー・ムーア、ジョアン・ミロ、ヴィクトル・ヴァザルリなども含まれている。また伝統的なアラブ文化（コーヒーポット、置香炉、椰子の木など）を取り上げたものが多い。イスラムの伝統が生物、特に人間の形をしたものの描写を禁じているため、作品の多くは趣味の良いものから奇怪なものまで、巨大化された自転車や積み上げられたプロペラ機など不思議なものまで、さまざまな抽象的で実験的な美術作品の集まる場所になった。

## 日本との関係
日本の外務省の在外公館として総領事館が設置されており、首都リヤドにある在サウジアラビア大使館を除き、サウジアラビアにおける唯一の在外公館である。また、2006年9月6日より、大阪（関空）との間をサウジアラビア航空の定期直通航空便（マニラ、リヤド経由）が運航されたが、9月27日以降は運休している。（週1便だった為、3往復したのみ。）

## ジッダに拠点を置く組織・企業

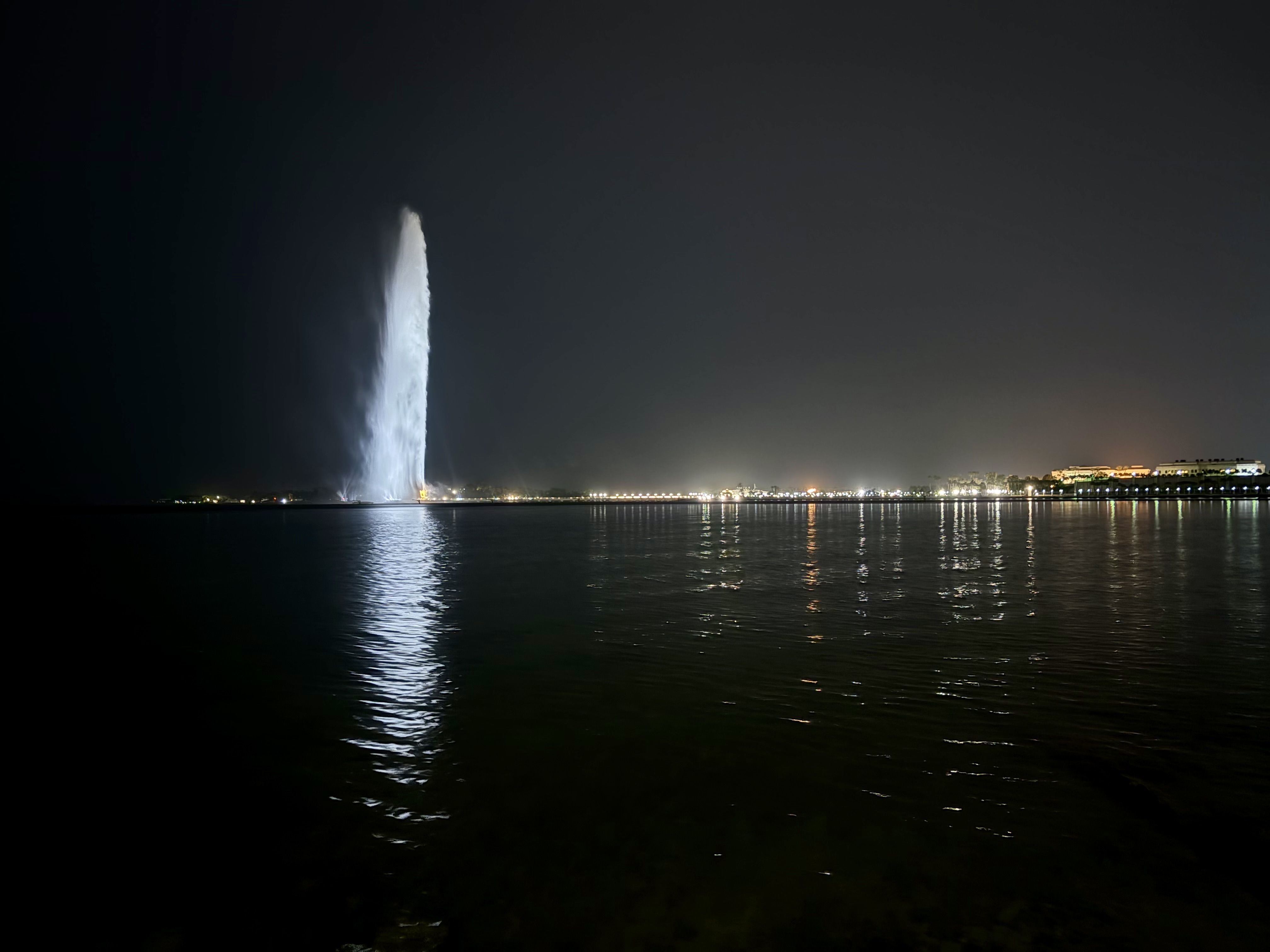
1985年に完成したキング・ファハド噴水。紅海からの水を260メートル上空まで噴き上げる、世界一高い噴水

- サウジ地質調査所（Saudi Geological Survey）
- サウジアラビア航空（Saudi Arabian Airlines）
- イスラム協力機構（Organisation of Islamic Cooperation）
- イスラム開発銀行（Islamic Development Bank）
- ジッダ・エコノミック・フォーラム（Jeddah Economic Forum）
- サウジアラビア人権機構（Saudi Arabia's Human Rights Organization）

## ジッダの高等教育機関
ジッダには大学などの高等教育機関が集中し、中でも1967年に開学したキング・アブドゥルアズィーズ大学は有名である。また2009年秋には石油依存経済からの脱却のための人材育成を目的としてキング・アブドゥッラー科学技術大学（アブドラ国王科学技術大学）が開校した。高度な計算機科学や生命工学、環境技術などの研究施設が整い、男女共学での授業が行われ学内では女性のベール着用を必須としない措置も取られている。
- キング・アブドゥルアズィーズ大学（King Abdul Aziz University）
- アブドラ王立科学技術大学（KAUST、King Abdullah University of Science and Technology）
- Dar Al-Hekma College.
- アラブ・オープン大学
- Effat College.
- CBA College.
- Teachers College.
- Prince Sultan Aviation Academy.
- Prince Sultan College For Tourism and Business
- College of Business Administration (CBA)
- Institute of Public Administration
- Jeddah Teacher's College
- Jeddah College of Technology
- College of Telecom & Electronics
- Jeddah Private College
- Jeddah College of Health Care
- Jeddah Community College
- Ibn Sina National College for Medical Studies

## 世界遺産
世界遺産としての正式登録名は、Historic Jeddah, the Gate to Makkah （英語）、Ville historique de Djeddah, la porte de La Mecque （フランス語）である。その日本語訳は資料によって以下のような違いがある。
- ジェッダ歴史地区:メッカへの玄関口- 日本ユネスコ協会連盟[3]
- ジェッダ歴史地区―メッカへの玄関 - 西和彦[4]
- メッカへの入り口、歴史都市ジッダ - 谷治正孝[5]
- 歴史都市ジェッダ、メッカへの門 - 古田陽久・古田真美[6]
- ジッダ歴史地区:メッカへの門 - 成美堂出版編集部[7]

### 登録基準
この世界遺産は世界遺産登録基準のうち、以下の条件を満たし、登録された（以下の基準は世界遺産センター公表の登録基準からの翻訳、引用である）。
- (2) ある期間を通じてまたはある文化圏において、建築、技術、記念碑的芸術、都市計画、景観デザインの発展に関し、人類の価値の重要な交流を示すもの。
- (4) 人類の歴史上重要な時代を例証する建築様式、建築物群、技術の集積または景観の優れた例。
- (6) 顕著で普遍的な意義を有する出来事、現存する伝統、思想、信仰または芸術的、文学的作品と直接にまたは明白に関連するもの（この基準は他の基準と組み合わせて用いるのが望ましいと世界遺産委員会は考えている）。

## 交通
- キング・アブドゥルアズィーズ国際空港
- 2006年に僅か3週間であるがサウジアラビア航空によって、マニラ経由で大阪（関空）との直通便が就航された。
- 2017年までにイスラム教の2大聖地であるメッカ～メディナを結ぶハラマイン高速鉄道の通過点となる予定。

## 姉妹都市
| - アルマトイ、カザフスタン - アンマン、ヨルダン - バクー、アゼルバイジャン - アレクサンドリア、エジプト - カイロ、エジプト - シュトゥットガルト、ドイツ - ドバイ、アラブ首長国連邦 - ジャカルタ、インドネシア | - イスタンブール、トルコ - アダナ、トルコ - ジョホールバル、マレーシア - カザン、タタールスタン、ロシア - カラチ、パキスタン - マル、トルクメニスタン - オデッサ、ウクライナ - オシ、キルギスタン | - プロヴディフ、ブルガリア - カサブランカ、モロッコ - リオデジャネイロ、ブラジル - サンクトペテルブルク、ロシア - ストラスブール、フランス - 西安、中華人民共和国 - 台北、中華民国 |

## ジッダを本拠地とするスポーツチーム
- アル・イテハド（サッカー）
- アル・アハリ・ジッダ（サッカー）

## 画像

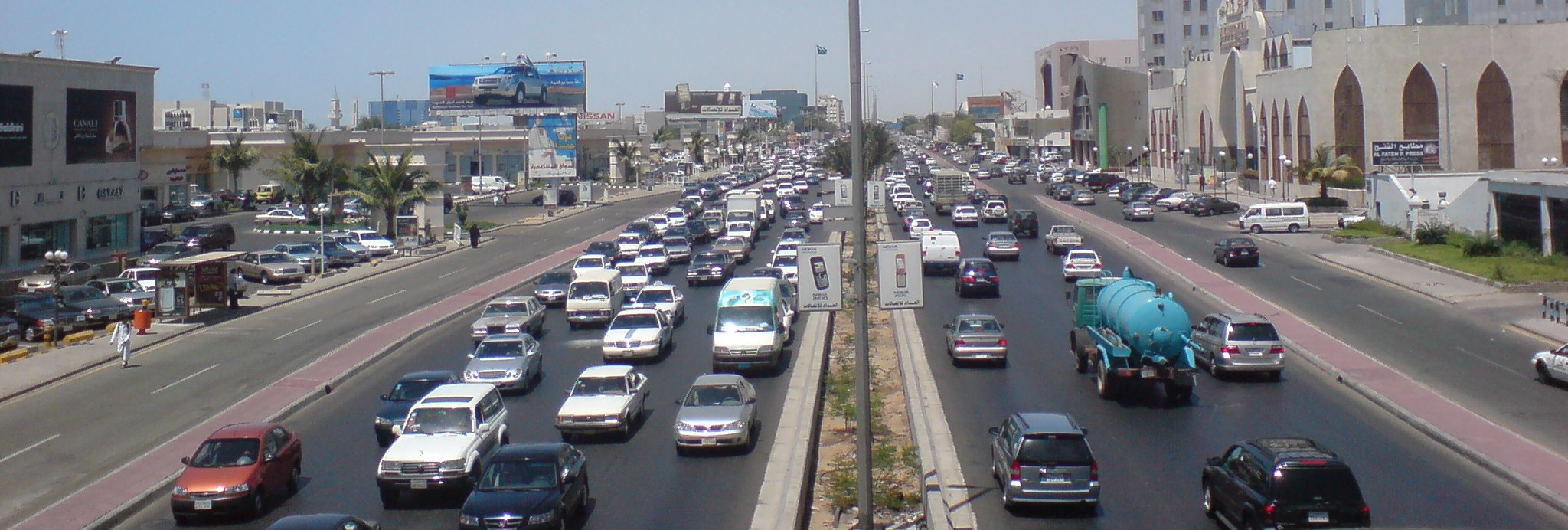
メディナ通り
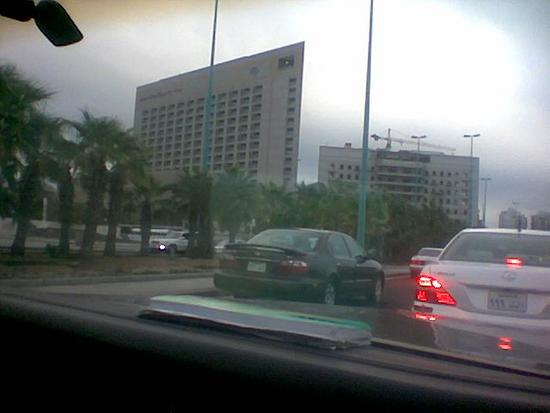
ヒルトンホテル
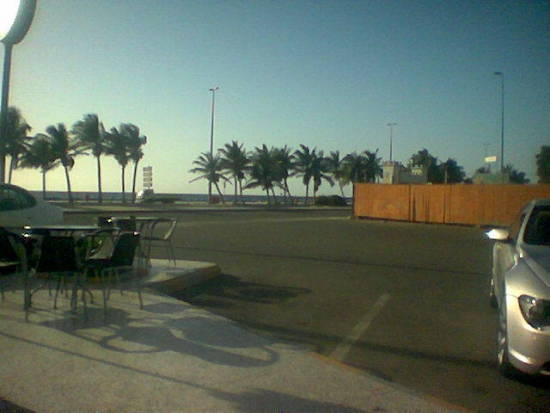
ジッダ海岸のスターバックス
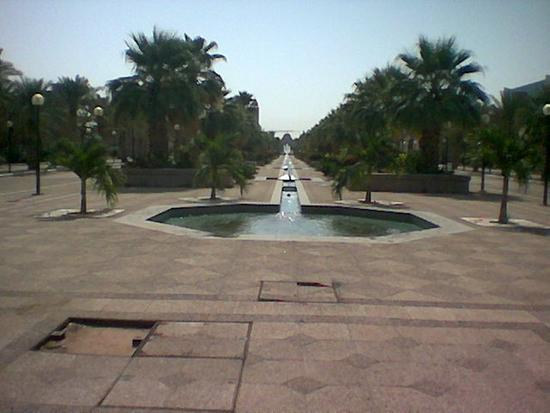
キング・アブドゥルアズィーズ大学
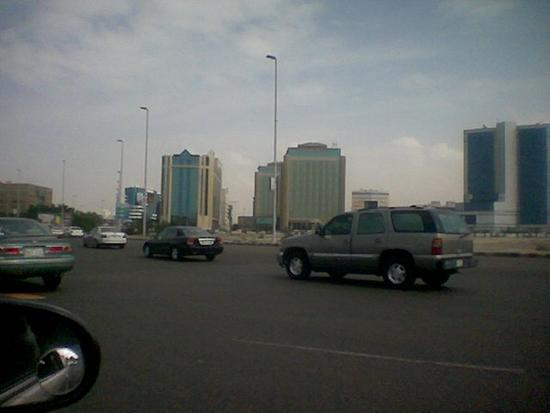
ジッダ市街地
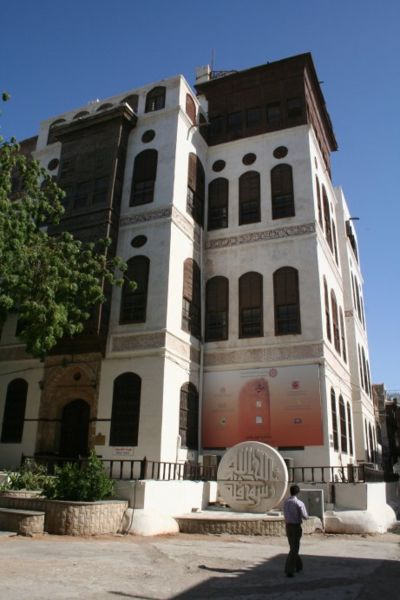
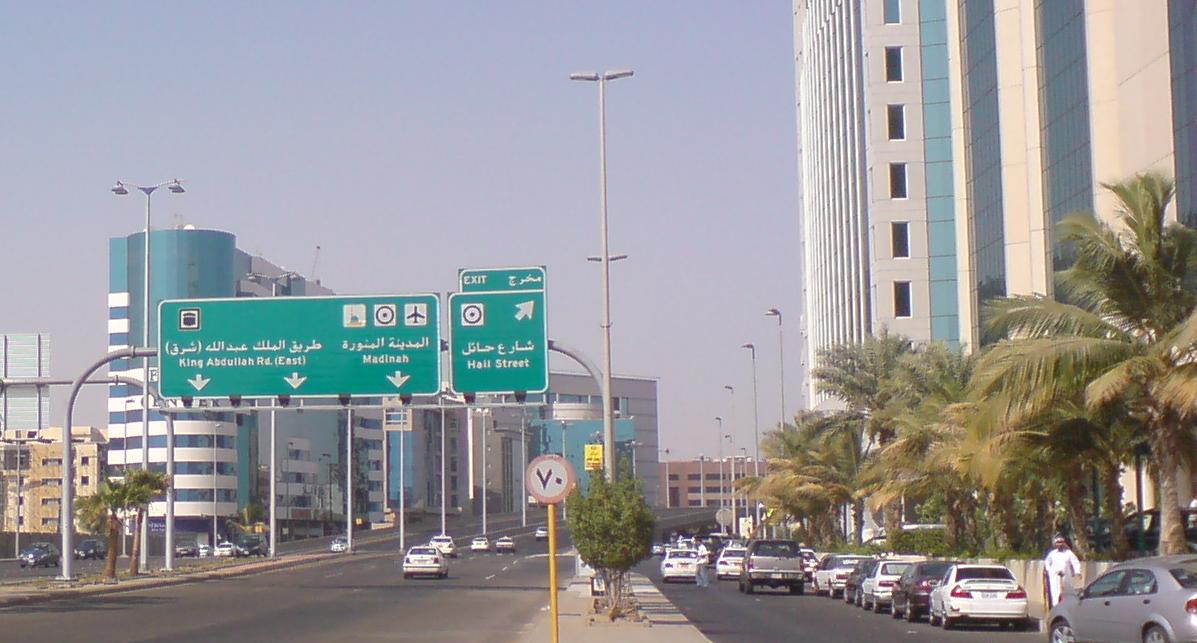
アブドゥッラー通り